# Emoia flavigularis
Emoia flavigularis es una especie de escincomorfos de la familia Scincidae.

## Distribución geográfica
Es endémica archipiélago de las islas Salomón (Bougainville (Papúa Nueva Guinea) e Islas Salomón).